# Sadie Plant
Sadie Plant, nascida Sarah Jane Plant (Birmingham, 16 de março de 1964), é uma filósofa, teórica, autora e professora de estudos culturais inglesa, mais conhecida por seu trabalho de pesquisa na área de cibercultura e pela influência do seu trabalho no surgimento do movimento ciberfeminista dos anos 90.

## Biografia
Sadie Plant fez seu pós-doutorado em Filosofia se tornando PhD pela Universidade de Manchester em 1989 e em seguida passou a dar aulas na Universidade de Birmingham no Departmento de Estudos Culturais. Posteriormente, ela fundou a Unidade de Pesquisa em Cultura Cibernética (Cybernetic Culture Research Unit) com seu colega Nick Land na Universidade de Warwick, onde ela era membro facultativo. Sua pesquisa original era relacionada ao movimento cultural Internacional Situacionista (IS), expressa em seu livro The most radical gesture (1992), antes de se voltar para o potencial social e político da ciber-tecnologia.
Ela também contribuiu para as teorias aceleracionistas, no contexto de outros intelectuais da Universidade de Warwick influenciados pelos franceses Deleuze e Guattari. Nos início dos anos noventa, com a popularização da internet e de sua influência cultural, diversos estudos surgiram apontando a influência das tecnologias de informação e da globalização em uma reafirmação futura do capitalismo. Contudo, dentro do aceleraciosmo haviam visões diferentes: uma delas ficou conhecida como a "Ideologia Californiana", uma visão utópica e otimista de que a tecnologia por si só era a solução dos problemas da sociedade e de outro lado os aceleracionistas britânicos como Sadie, que estudam esse período sob uma visão mais crítica. Também foi nesse contexto que ela fundou o Cybernetic Culture Research Unit (CCRU).
Em 1997, Sadie deixou a Universidade de Warwick para escrever em tempo integral. Seus trabalhos ao longo da década de noventa influenciaram o desenvolvimento do ciberfeminismo, quando ela começa a usar esse termo para se referir a uma aliança entre mulheres, máquinas e novas tecnologias.  No mesmo ano ela lança seu livro Zeros e Uns, onde ela começa a estudar a a cultura computacional e recupera a história do papel das mulheres no desenvolvimento da tecnologia da informação, a partir de figuras históricas como por exemplo Ada Lovelace, para desmistificar a ideia vigente na época de que a tecnologia é inerentemente masculina e sexista. A partir desse olhar que recupera a história de quando os computadores ainda eram pessoas, em sua maioria mulheres que calculavam as primeiras máquinas, ela argumenta que as tecnologias estariam apenas reproduzindo as estruturas patriarcais da sociedade e que o desenvolvimento das TI estão entrelaçados com com as desigualdades de gênero na sociedade.

## Obras
Livros
- The most radical gesture, Routledge, Londres, 1992.[14][15]
- Zeros e Uns, 1997[16]
- Writing on Drugs, 1999
- Mulher Digital: O Feminismo e as Novas Tecnologias, Rosa dos Tempos, 1999[17]